# Viola maximowicziana
Viola maximowicziana är en violväxtart som beskrevs av Tomitaro Makino. Viola maximowicziana ingår i släktet violer, och familjen violväxter. Inga underarter finns listade i Catalogue of Life.

## Bildgalleri

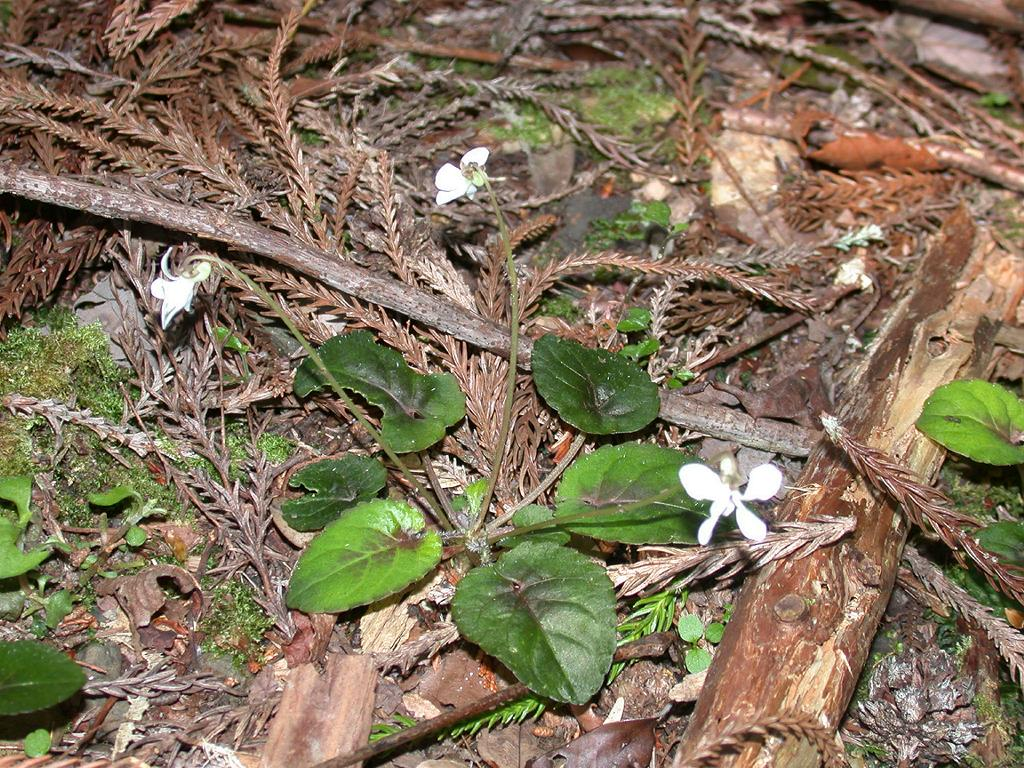